# P-270 Moskit
P-270 Moskit (ryska: П-270 Москит (sandmygga), NATO-rapporteringsnamn: SS-N-22 Sunburn) är en rysk, tidigare sovjetisk, sjömålsrobot utvecklad att ersätta P-15 Termit och P-120 Malachit. Det finns även en flygburen variant kallad Ch-41.

## Historia
Roboten började utvecklas av designbyrån Raduga 1973. Roboten började utprovas på de första jagarna av Sarytj-klass (Otchajannyj och Sovermennyj) 1980 och togs officiellt i tjänst 1984.
Utvärderingar visade att räckvidden på 90 km inte var tillräcklig och 4 januari 1981 beslutade Sovjetunionens ministerråd att Raduga skulle utveckla en förbättrad variant av roboten med 50% längre räckvidd. Denna robot som fick beteckningen 3M80E Moskit-M fick förvisso längre räckvidd tack vare mer energirikt bränsle och reglerbart motormunstycke, men den faktiska räckvidden var oberäknelig då variationen mellan olika robotar var stor.
Först under 1990-talet lanserades 3M80M Moskit-MVE med en helt ny motor som ökade räckvidden till över 200 km.
Efter Sovjetunionens fall blev de två ofullbordade jagarna Vazjnyj och Vdumchivyj lagda i malpåse. Dessa jagare köptes av Kina 1999 respektive 2000. Ytterligare två jagare (Vnusjitelnyj och Vechnyj) beställdes av Folkets befrielsearmés flotta 2002 och levererades 2005 respektive 2006. Samtliga dessa jagare är bestyckade med 3M80M-robotar.

## Konstruktion
Ramjetdriften ger Moskit-roboten högre hastighet än de flesta jämförbara robotar. För att klara den höga hastigheten är vingar och stjärt tillverkade av titanlegering och resten i rostfritt stål. Noskonen är tillverkad i glasfiber med värmetåligt bindemedel.
Den höga hastigheten i kombination med den låga flyghöjden gör roboten extremt svår att bekämpa. Mot mål på över 200 km avstånd flyger roboten största delen av sträckan på hög höjd för att dyka ner till anfallshöjd när ca 50 km återstår.

## Varianter
- P-270 – Fartygsbaserad sjömålsrobot.
  - 3M80 – Ursprungsmodell med 90 km räckvidd.
  - 3M80E – Något modifierad modell med bättre räckvidd (Moskit-M).
  - 3M80M – Förbättrad modell med ny motor och betydligt större räckvidd (Moskit-MVR).
- Ch-41 – Flygburen sjömålsrobot (ASM-MMS).